# Croton subpannosus
Espèce
Croton subpannosus est une espèce de plantes à fleurs du genre Croton et de la famille des Euphorbiaceae, présente du Paraguay au nord de l'Argentine.
Il a pour synonymes :
- Croton dentosus, Griseb., 1874
- Julocroton brittonianum, Morong
- Julocroton serratus, Müll.Arg.
- Julocroton subpannosus, Müll.Arg.
- Julocroton subpannosus var. chacoensis, Croizat
- Julocroton subpannosus var. formosensis, Croizat
- Julocroton subpannosus var. posadensis, Croizat
- Julocroton subpannosus var. typicus, Croizat
- Julocroton subpannosus var. uruguayensis, Croizat
- Oxydectes subpannosa, (Müll.Arg. ex Griseb.) Kuntze